# Episodi di Hawaii Five-0 (quarta stagione)
La quarta stagione della serie televisiva Hawaii Five-0, composta da 22 episodi, è stata trasmessa in prima visione assoluta negli Stati Uniti da CBS dal 27 settembre 2013 al 9 maggio 2014.
In Italia la prima parte della stagione è stata trasmessa in prima visione in chiaro da Rai 2 dal 2 febbraio al 18 maggio 2014, mentre la seconda parte della stagione viene trasmessa dal 31 agosto al 16 novembre dello stesso anno. In Svizzera la stagione ha debuttato su RSI LA2 il 6 aprile 2014; dal 27 luglio dello stesso anno, l'emittente elvetica ha trasmesso la stagione in prima visione assoluta in italiano a partire dal quattordicesimo episodio.
| nº | Titolo originale                                         | Titolo italiano                  | Prima TV USA      | Prima TV in italiano |
| -- | -------------------------------------------------------- | -------------------------------- | ----------------- | -------------------- |
| 1  | Aloha kekahi i kekahi (We Need One Another)              | Compromessi                      | 27 settembre 2013 | 2 febbraio 2014      |
| 2  | A'ale Ma'a Wau (Fish Out of Water)                       | Un pesce fuor d'acqua            | 4 ottobre 2013    | 9 febbraio 2014      |
| 3  | Ka'oia I'o Ma Loko (The Truth Within)                    | La chiave                        | 11 ottobre 2013   | 16 febbraio 2014     |
| 4  | A ia la aku (From This Day Forward)                      | Cambiamenti in vista             | 18 ottobre 2013   | 23 febbraio 2014     |
| 5  | Kupu'eu (Fallen Hero)                                    | Un eroe caduto                   | 25 ottobre 2013   | 2 marzo 2014         |
| 6  | Kupouli 'la (Broken)                                     | La cura                          | 1º novembre 2013  | 13 marzo 2014        |
| 7  | Ua Nalohia (In Deep)                                     | Sotto copertura                  | 8 novembre 2013   | 20 marzo 2014        |
| 8  | Akanahe (Reluctant Partner)                              | Una strana coppia                | 15 novembre 2013  | 30 marzo 2014        |
| 9  | Hau'oli La Ho'omaika'I (Happy Thanksgiving)              | Felice Giorno del Ringraziamento | 22 novembre 2013  | 6 aprile 2014        |
| 10 | Ho'onani Makuakane (Honor Thy Father)                    | Onora il padre                   | 13 dicembre 2013  | 13 aprile 2014       |
| 11 | Pukana (Keepsake)                                        | Il ricordo                       | 20 dicembre 2013  | 27 aprile 2014       |
| 12 | O kela me keia Manama (Now and Then)                     | Ogni tanto                       | 10 gennaio 2014   | 4 maggio 2014        |
| 13 | Hana Lokomaika'i (The Favor)                             | Il favore                        | 17 gennaio 2014   | 18 maggio 2014       |
| 14 | Na hala a ka makua(Sins of the Father)                   | I peccati del padre              | 31 gennaio 2014   | 27 luglio 2014       |
| 15 | Pale 'la (Buried Secrets)                                | Segreti sepolti                  | 28 febbraio 2014  | 27 luglio 2014       |
| 16 | Hoku Welowelo (Fire in the Sky)                          | Fuoco dal cielo                  | 7 marzo 2014      | 3 agosto 2014        |
| 17 | Ma Lalo o ka 'ili (Beneath the Surface)                  | Dietro l'apparenza               | 14 marzo 2014     | 3 agosto 2014        |
| 18 | Ho'i Hou (Reunited)                                      | Riunione di classe               | 4 aprile 2014     | 17 agosto 2014       |
| 19 | Ku I Ka Pili Koko (Blood Brothers)                       | Macerie                          | 11 aprile 2014    | 24 agosto 2014       |
| 20 | Pe'epe'e Kainaka (Those Among Us)                        | In mezzo a noi                   | 25 aprile 2014    | 24 agosto 2014       |
| 21 | Makani 'olu a holo malie (Fair Winds and Following Seas) | Buona fortuna e buon viaggio     | 2 maggio 2014     | 31 agosto 2014       |
| 22 | O ka Pili'Ohana ka 'Oi (A Close Family is Best)          | La famiglia viene prima          | 9 maggio 2014     | 31 agosto 2014       |

## Compromessi
- Titolo originale: Aloha kekahi i kekahi (We Need One Another)
- Diretto da: Bryan Spicer
- Scritto da: Peter M. Lenkov e Ken Solarz

### Trama
Steve McGarrett salva la vita a Wo Fat, che stava per essere ucciso da una squadra d'assalto catturandone un membro. In seguito, un commando fa irruzione nel quartier generale della Five-0 mentre un altro gruppo prende in ostaggio Catherine.

## Un pesce fuor d'acqua
- Titolo originale: A'ale Ma'a Wau (Fish Out of Water)
- Diretto da: Joe Dante
- Scritto da: John Dove

### Trama
Il team della Five-0 indaga su una serie di omicidi compiuti da un Ranger del Texas che, però, è giunto sull'isola per cercare la propria figlia scomparsa. Intanto Kono e Adam lottano per sopravvivere all'agguato di un commando inviato dalla Yakuza.

## La chiave
- Titolo originale: Ka'oia I'o Ma Loko (The Truth Within)
- Diretto da: Duane Clark
- Scritto da: Steven Lilien e Bryan Wynbrandt

### Trama
Jerry, uno strampalato e poco credibile teorico fissato con i misteri in stile Codice da Vinci, aiuta i Five-0 a risolvere un complicato caso di duplice assassinio. L'inchiesta ruota intorno a una rapina con omicidio, che vede coinvolto il nipote di un componente di una vecchia setta hawaiana ormai scomparsa; questa, stando ai miti e alle leggende, fu coinvolta, a fine Ottocento, nella sparizione di tre anelli della famiglia Medici. Con l'aiuto di Jerry, la Five-0 riesce a recuperare questi resti nel piede destro della statua di Re Kamehameha e a rimandarli in Italia.

## Cambiamenti in vista
- Titolo originale: A ia la aku (From This Day Forward)
- Diretto da: Bryan Spicer
- Scritto da: Christina M. Kim e David Wolkove

### Trama
Mentre la sposa di un matrimonio esclusivo sembra sparita, la task force indaga sull'omicidio di un invitato; Chin scopre che la vittima era un artista della truffa.

## Un eroe caduto
- Titolo originale: Kupu'eu (Fallen Hero)
- Diretto da: Jeffrey Hunt
- Scritto da: Moira Kirland e Eric Guggenheim

### Trama
Kono e Adam sono in fuga ad Hong Kong, e Adam si fa catturare per salvare Kono. Ad Honolulu, durante un appostamento, Catherine e Bill (ex-commilitone di Steve e titolare di un'agenzia investigativa per cui lavora Catherine dopo il congedo dalla Marina) intervengono poiché l'uomo sorvegliato viene aggredito da un uomo armato. Nel conflitto a fuoco che ne deriva entrambi vengono feriti, Bill molto gravemente e morirà in seguito durante l'intervento chirurgico. La Five-0 indaga. Nel frattempo Joe sfrutta i suoi contatti per scoprire, per conto di Steve, dove si trova Doris.

## La cura
- Titolo originale: Kupouli 'la (Broken)
- Diretto da: John Terlesky
- Scritto da: Sue Palmer e David Wolkove

### Trama
Durante la festa di Halloween Max e Sabrina sono al drive-in, quando un uomo in stato confusionale aggredisce gli spettatori e Max, ferendo un agente mordendolo al collo.

## Sotto copertura
- Titolo originale: Ua Nalohia (In Deep)
- Diretto da: Joe Dante
- Scritto da: John Dove e Noah Nelson (soggetto); Bradley Paul (sceneggiatura)

### Trama
Quando un poliziotto in incognito viene ucciso, la task force deve capire se si era venduto o se è stato scoperto. Intanto Catherine si unisce ufficialmente al team.

## Una strana coppia
- Titolo originale: Akanahe (Reluctant Partner)
- Diretto da: Jerry Levine
- Scritto da: Steven Lilien e Bryan Wynbrandt

### Trama
La squadra trova e interroga Sato per scoprire che fine ha fatto Adam. In seguito Steve ed il Capitano Grover vengono convocati dal Governatore che, con l'intento di creare un minimo di collaborazione tra loro, dà loro l'incarico di arrestare un ragazzo a causa di un discreto numero di multe non pagate. Ma i due si troveranno ad affrontare un difficile caso.

## Felice Giorno del Ringraziamento
- Titolo originale: Hau'oli La Ho'omaika'I (Happy Thanksgiving)
- Diretto da: Allison Liddi-Brown
- Scritto da: Eric Guggenheim e Moira Kirland

### Trama
La task force indaga sulla morte dell'agente segreto Kyle Russo, mentre il presidente degli Stati Uniti si sta per recare alle Hawaii per un summit riservato. Gli agenti scoprono che il vero obbiettivo non è il presidente, ma una donna testimone di un omicidio.

## Onora il padre
- Titolo originale: Ho'onani Makuakane (Honor Thy Father)
- Diretto da: Larry Teng
- Scritto da: Peter M. Lenkov e Ken Solarz

### Trama
Steve, dopo una commemorazione dei caduti di Pearl Harbor, impedisce a David Toriyama (un veterano della guerra di Corea) di uccidere Ezra Clark (un veterano della Seconda Guerra Mondiale). Toriyama afferma che Clark, nel 1943, ha assassinato suo padre, James Toriyama, in seguito all'internamento di cittadini nippo-americani, tra cui la famiglia Toriyama, al fine di rubare la katana di famiglia; nonostante ufficialmente risulti che il padre di David sia stato ucciso da un altro internato Steve decide di riaprire l'indagine.

## Il ricordo
- Titolo originale: Pukana (Keepsake)
- Diretto da: Bryan Spicer
- Scritto da: Bill Haynes

### Trama
La Five-0 indaga sull'omicidio di un ladro seriale, più tardi identificato da Kamekona come Victor Dobbs, ritrovato nel bagagliaio di una macchina. Nella sua residenza viene ritrovato un laptop contenente un elenco di tutte le case svaligiate da Dobbs. Mentre Catherine e Chin controllano le case nella lista al quartier generale della Five-0 giungono alcuni agenti FBI, che informano Steve che l'assassino è un serial killer che ha ucciso almeno 14 donne dopo averle tenute prigioniere e torturate per 24 ore. Nel frattempo, Danny e Grace, partecipando con il Capitano Grover e la figlia alla pulizia di una spiaggia, trovano una puzzle box con un ciondolo recante all'interno la foto di una bambina orientale. Nel finale si vede che Kono, sulle tracce di Adam, si trova a Vancouver.

## Ogni tanto
- Titolo originale: O kela me keia Manama (Now and Then)
- Diretto da: Peter Weller
- Scritto da: John Dove

### Trama
La Five-0 è alla ricerca di Jack Anderson, un amico di Grover, in fuga dopo aver ucciso un pregiudicato locale fuori dal suo bar. Il team più tardi scopre che Anderson in realtà è Jack Mitchell, un ex berretto verde ricercato per l'omicidio colposo della moglie di una coppia di sposini 20 anni prima. Ulteriori indagini rivelano che il marito della vittima ha commissionato il suo omicidio. Nel frattempo Danno, dopo aver flirtato con una giovane donna, Amber Vitale, presso un distributore di benzina, la soccorre dopo un incidente e scopre che è stata ferita da un colpo di arma da fuoco. Kono si riunisce con Adam a Vancouver e lo informa che ora è al sicuro dalle rappresaglie della Yakuza.

## Il favore
- Titolo originale: Hana Lokomaika'i (The Favor)
- Diretto da: Sylvain White
- Scritto da: Peter M. Tassler (soggetto); Peter M. Lenkov e Ken Solarz (sceneggiatura)

### Trama
Chin Ho è interrogato da un agente degli Affari Interni sull'omicidio del padre in una rapina 15 anni prima, rimasto irrisolto fino a poco tempo prima, e sul suo rapporto con Malia Waincroft (la moglie di Chin). Ed è proprio il fratello di Malia l'assassino; nell'episodio, intramezzato da numerosi flashback, si narra dei sospetti e delle indagini di Chin e di come Gabriel (il fratello di Malia), diventato uno spietato boss del cartello della droga, viene arrestato da Chin.

## I peccati del padre
- Titolo originale: Na hala a ka makua (Sins of the Father)
- Diretto da: Peter Weller
- Scritto da: David Wolkove

### Trama
Un uomo condannato all'ergastolo fugge dal carcere in cui era rinchiuso e prende in ostaggio Steve e Danny: ha bisogno del loro aiuto per trovare delle prove che dimostrino la sua innocenza.

## Segreti sepolti
- Titolo originale: Pale 'la (Buried Secrets)
- Diretto da: Jerry Levine
- Scritto da: Moira Kirkland

### Trama
Il team indaga sull'omicidio di un agente immobiliare, la madre di Danny arriva in visita con delle grosse novità e il capitano Grover svela un segreto del suo passato a McGarrett.

## Fuoco dal cielo
- Titolo originale: Hoku Welowelo (Fire in the Sky)
- Diretto da: Jeffrey Hunt
- Scritto da: Steven Lilien e Bryan Wynbrandt

### Trama
Mentre la madre di Danny si rimette in gioco sentimentalmente, la squadra collabora con un agente cinese per recuperare informazioni rubate di interesse nazionale.

## Dietro l'apparenza
- Titolo originale: Ma Lalo o ka 'ili (Beneath the Surface)
- Diretto da: Bryan Spicer
- Scritto da: Bill Haynes (soggetto); Bill Haynes e John Dove (sceneggiatura)

### Trama
La squadra è alle prese con il rapimento di una ragazza di sedici anni il cui padre è stato ucciso dai risvolti inattesi. Danny è determinato a impedire il divorzio dei suoi genitori. Jerry scopre un nuovo indizio per McGarrett presente sulla famosa cassetta degli attrezzi: si tratta di alcune coordinate di una località della Cambogia.

## Riunione di classe
- Titolo originale: Ho'i Hou (Reunited)
- Diretto da: Sylvain White
- Scritto da: Christina M. Kim

### Trama
Laura Richmond viene uccisa alla riunione della rimpatriata della sua classe dopo 25 anni dal diploma. All'incontro partecipano anche Chin e Jerry, compagni dello stesso anno della vittima. Le Indagini porteranno a un segreto risalente a venticinque anni prima.

## Macerie
- Titolo originale: Ku I Ka Pili Koko (Blood Brothers)
- Diretto da: Maja Vrvilo
- Scritto da: David Wolkove (soggetto); Steven Lilien e Bryan Wynbrandt (sceneggiatura)

### Trama
Nel corso di un'indagine su una banda di trafficanti d'armi, Steve e Danny restano coinvolti in una terribile esplosione e rimangono intrappolati sotto le macerie. Si scopre in seguito che si trattava di una trappola ai danni di Steve per impedirgli di indagare su una tomba presente in Cambogia. Durante una missione della CIA Doris, la mamma di Steve, aveva ucciso per sbaglio la madre di Wo Fat e non il padre. I resti della madre sono appunto conservati in questa tomba in Cambogia.

## In mezzo a noi
- Titolo originale: Pe'epe'e Kainaka (Those Among Us)
- Diretto da: Jeff Cadiente
- Scritto da: John Dove

### Trama
L'omicidio di un addetto alla piscina di una villa porta la Five-0 a scoprire una cospirazione terroristica.

## Buona fortuna e buon viaggio
- Titolo originale: Makani 'olu a holo malie (Fair Winds and Following Seas)
- Diretto da: Jeffrey Hunt
- Scritto da: Peter M. Lenkov, Ken Solarz e Eric Guggenheim (soggetto); Eric Guggenheim (sceneggiatura)

### Trama
Catherine viene chiamata da un suo vecchio amico in Medio Oriente per aiutarlo a ritrovare il figlio rapito. A Honolulu, intanto, il resto del team è alle prese con un caso di omicidio.

## La famiglia viene prima
- Titolo originale: O ka Pili'Ohana ka 'Oi (A Close Family is Best)
- Diretto da: Bryan Spicer
- Scritto da: Peter M. Lenkov e Ken Solarz

### Trama
Ian Wright, un criminale informatico, tiene in ostaggio la figlia di Grover e lo costringe ad aiutarlo in una rapina multimilionaria. Intanto Wo Fat evade da una prigione di massima sicurezza in Colorado.